# Babušnica
Babušnica városa az azonos nevű község székhelye Szerbiában, a Piroti körzetben.

## Népesség
- 1948-ban 603 lakosa volt.
- 1953-ban 749 lakosa volt.
- 1961-ben 972 lakosa volt.
- 1971-ben 1 668 lakosa volt.
- 1981-ben 2 906 lakosa volt.
- 1991-ben 4 270 lakosa volt
- 2002-ben 4 575 lakosa volt, melyből 4 424 szerb (96,69%), 18 bolgár, 15 jugoszláv, 10 cigány, 3 horvát, 2 macedón, 1 albán, 1 montenegrói, 1 német, 1 vlah, 1 egyéb, 57 nem nyilatkozott és 41 ismeretlen.

## A községhez tartozó települések
- Aleksandrovac (Babušnica),
- Berduj,
- Berin Izvor,
- Bogdanovac (Babušnica),
- Bratiševac,
- Brestov Dol,
- Vava,
- Valniš,
- Veliko Bonjince,
- Vojnici (Babušnica),
- Vrelo,
- Vuči Del,
- Gornje Krnjino,
- Gornji Striževac,
- Gorčinci,
- Grnčar,
- Dol (Babušnica),
- Donje Krnjino,
- Donji Striževac,
- Draginac
- Dučevac,
- Zavidince,
- Zvonce,
- Izvor (Babušnica),
- Jasenov Del,
- Kaluđerovo (Babušnica),
- Kambelevci,
- Kijevac,
- Leskovica,
- Linovo,
- Ljuberađa,
- Malo Bonjince,
- Masurovci,
- Mezgraja,
- Modra Stena,
- Našuškovica,
- Ostatovica,
- Preseka (Babušnica),
- Provaljenik,
- Radinjinci,
- Radosinj,
- Radoševac (Babušnica),
- Rakita (Babušnica),
- Rakov Dol,
- Raljin,
- Resnik,
- Stol (Babušnica),
- Strelac (Babušnica),
- Studena (Babušnica),
- Suračevo,
- Crvena Jabuka (Babušnica),
- Štrbovac